# Michelle Thaller
Michelle Thaller, née le 28 novembre 1969 à Waukesha (Wisconsin, États-Unis), est une astronome et chercheuse américaine. Thaller est directrice adjointe pour la communication scientifique au Goddard Space Flight Center de la NASA.
De 1998 à 2009, elle a été membre du personnel scientifique du Centre de traitement et d'analyse infrarouge, puis responsable du programme d'éducation et de sensibilisation du public pour le télescope spatial Spitzer, au California Institute of Technology. Elle contribue fréquemment à la programmation sur History Channel et Science Channel.

## Biographie
Michelle Thaller est née le 28 novembre 1969 à Waukesha, dans le Wisconsin (États-Unis). Elle est diplômée de la Waukesha South High School en 1988. Elle a fréquenté l'Université Harvard, où elle s'est spécialisée en astrophysique et a travaillé sur la mesure de précision d'étoiles binaires, obtenant un baccalauréat universitaire en 1992. À l'Université d'État de Géorgie, Thaller a travaillé sur les collisions de vents dans des systèmes binaires massifs proches. Elle a obtenu un doctorat (PhD) en 1998,.
Thaller est une contributrice régulière à l'édition en ligne du Christian Science Monitor, pour laquelle elle écrit une chronique scientifique mensuelle,, et apparaît dans l'émission The Universe de History Channel et les séries How the Universe Works and The Planets and Beyond de Science Channel . Thaller a également contribué et est apparue dans la série de podcasts vidéo primée IRrelevant Astronomy[réf. nécessaire].

## Vie privée
Thaller était mariée à l'astrophysicien Andrew Booth jusqu'à sa mort en 2020. Elle vit dans le Maryland.